# 주주클럽 (밴드)
주주클럽(JuJu Club)은 1993년부터 2002년 사이에 활동한 대한민국의 혼성 3인조 모던 록 밴드이다. 주주클럽은 보컬인 주다인과 기타 주승형, 베이스 기타와 드럼의 주승환으로 이루어졌다.

## 역사
주승형, 주승환 형제는 1993년 퓨전재즈를 표방한 2인조 밴드 주주밴드(JuJu Band)를 결성하여 활동하며 두번의 정규앨범을 냈으나 댄스 음악이 큰 인기를 끌던 당시엔 그다지 큰 인지도를 얻지 못하였다.
그러던 중 1996년 들국화 최성원의 소개로 주다인을 영입하여 밴드 이름을 주주클럽으로 바꾸고 1996년 데뷔 앨범 《16/20》(열여섯 스물)을 발표했다. 데뷔 앨범은 100만장 이상의 판매고를 올렸으며, 음악방송 1위후보였으며 대표 후속곡인 《나는 나》는 KBS의 가요톱10의 1위 후보에 오르기도 하였다.
타이틀 곡인 《열여섯 스물》도 매우 크게 성공했다. 그러나 1집 활동이 끝나갈 무렵 몇몇 앨범 수록 곡들에 표절의혹이 제기되었고 MBC 표절가요전문심의위원회는 《이젠 아냐》와 《돈이 드니》을 각각 프렌테!와 블론디의 곡을 표절했다고 판정했다. 이에 주주클럽은 방송에 나와 사과를 했으며  음반 가사 수록지에는 블론디와 몇몇가수들을 동경했으며 영향을 받았고 존경의 의미를 담았다고 표기가 되어 있다.
주주클럽은 1집의 악재의 상황을 겪고 절치부심하여 2집을 만든다. 자신들만의 실험적인 시도를 통해 작곡하였고, 1997년 9월 2집 《Ranisanisafa》(라니싸니싸파)을 발표한다. 2집은 1집과 달리 하드코어 펑크적인 요소가 많이 포함되었고, 《수필러브》가 대표적이다. 이곡은 BPM 158이나 되며 주다인의 빠른 랩핑은 2004년에 데뷔한 빠른 래핑의 아웃사이더 보다 더 빠른 랩핑을 1997년 2집에서 보여주었다.주주클럽은 동시에 후속곡인 《센티멘탈》로 1집의 모던 록 분위기도 이어나갔다.
1998년 발매된 3집 《1:1》은 다소 좀 더 대중적인 사운드로 회귀하였지만, 노 다웃이나 서브라임, 스매시 마우스류의 스카 펑크를 도입하면서 색다르고 신선한 멜로디들이 부각되었다. 타이틀 곡인 《1:1》도 큰 히트를 쳤다. 《Childhood》또한 크게 발전된 주주클럽의 기량이 돋보이는 곡이다. 하지만 소속사인 Rock Record와 마찰이 생기면서  계약 종료후 새로운 소속사 성화엔터테인먼트를 주주클럽 멤버들이 창립하고, 활동을 이어갔다.
주주클럽은 2000년 4집 자신들의 모던 록 스타일에 2집에서 시도한 하드코어 펑크 등을 다시금 새로 조합한 《Fun Fun》을 발표하고 활동을 시작하였으나, 12월 4일 MBC 라디오 배철수의 음악캠프를 향하던 중 멤버 전원이 교통사고를 당한다. 큰 부상을 입은 주다인은 3개월 동안 입원 치료를 받아야 했기 때문에 앨범 활동을 이어나갈 수 없었다.
주주클럽은 2001년에 돌아와 5집 《so i say - judain》를 발표하였고, 이음반은  소울뮤직 스타일의 게임음반 이었다.
미국의 E.A 게임 회사  울티마 온라인  은 주다인을 게임 모델로 내세우고 게임  주제곡으로 결정했으며 또한 다수의 온라인게임의의 참여로 각각5개의 게임회사의 게임 주제곱을 부른 게임음반이었다.온라인 게임 무료 이용권과 함께 앨범을 판매했었다.이음반은 방송활동을 많이 하지 않았다
전 소속사인 Rock Record에서 베스트 앨범인 Best Of Juju Club을 발매하였지만, 1~3집까지 곡들만 포함되어있다.
주주클럽은 공식적인 해체는 없었고, 그룹활동은 휴지기중이다 이후 주다인이 솔로 음반을 발표하며 활동하고 있다.

## 음반 목록

### 정규 앨범
1. 1996년 10월 1일 《16/20》(열여섯 스물)
2. 1997년 9월 《RANISANISAFA》(라니싸니싸파)[1]
3. 1998년 《1:1》(1대1)
4. 2000년 11월 8일 《FUN FUN》
5. 2001년 12월 19일 《So I Say - Judain》[2]

### 베스트 앨범
1. 2002년 10월 26일 《The Best Of Juju Club - Shocking Shocking!!!》

### 콘서트
- 1997년 11월 14~16일 중구 순화동 호암아트홀

- 1997년 일본 앨범 발매및 공연
- 이후 국내,국외 각종 공연 콘서트 활동함